# Robinson College
Il Robinson College  è uno dei collegi costituenti l'Università di Cambridge. Fondato nel 1977, è il collegio più nuovo dell'università e l'unico ad aver ammesso sia uomini che donne dal primo momento. Una grossa donazione di £17 milioni da parte dell'imprenditore David Robinson ne permise la costruzione; fu poi aperto ufficialmente dalla regina Elisabetta II nel 1981. Il collegio mantiene molte delle tradizioni antiche, anche se rimane generalmente meno formale e austero degli altri, ad esempio nel permettere ai suoi studenti di calpestare il prato all'interno. La costruzione principale è formata da distintivi mattoni rossi, con l'entrata principale a ponte levatoio, che permette l'accesso anche agli studenti disabili.